# Dirk Crois
Dirk Crois, né le 18 avril 1961 à Bruges, est un rameur belge.

## Carrière
Dirk Crois participe à l'épreuve de deux de couple avec Pierre-Marie Deloof aux Jeux olympiques d'été de 1984 à Los Angeles et remporte la médaille d'argent. Lors des Jeux olympiques d'été de 1988 à Séoul, il est le porte-drapeau de la délégation belge, et concourt dans l'épreuve de skiff, sans réussite. Engagé dans l'épreuve de quatre de couple en Jeux olympiques d'été de 1992 à Barcelone, il termine douzième.